# Eilema ruma
Eilema ruma là một loài bướm đêm thuộc phân họ Arctiinae, họ Erebidae.